# Vicarius regni poloniae
De Vicarius regni poloniae (vertaald: Plaatsvervanger van het Koninkrijk Polen) was een titel gedragen door Poolse (aarts)bisschoppen in middeleeuws Polen. De titel is in de 16e eeuw overgegaan op die van Interrex van het Pools-Litouwse Gemenebest.

## Lijst van titeldragers
| Periode   | Vicarius regni poloniae | Benoemd door             |
| --------- | ----------------------- | ------------------------ |
| 1381-1382 | Zawisza Kurozwęcki      | Lodewijk I van Hongarije |